# آنا ماريا مونتويا
آنا ماريا مونتويا (24 سبتمبر 1991 ببورتلاند في الولايات المتحدة - ) هي لاعبة كرة قدم كولومبية في مركز الوسط، شاركت في الألعاب الأولمبية الصيفية 2012. وشاركت مع منتخب كولومبيا لكرة القدم للسيدات.

## وصلات خارجية
- آنا ماريا مونتويا على موقع الاتحاد الدولي (مؤرشف)  (الإنجليزية)
- آنا ماريا مونتويا على موقع قاعدة بيانات كرة القدم.إي يو (الإنجليزية)
- آنا ماريا مونتويا على موقع أوليمبيديا (الإنجليزية)